# ر. س. بافورد
ر. س. بافورد (بالإنجليزية: R. C. Buford)‏ هو مدرب كرة سلة أمريكي، ولد في 16 مايو 1960 في ويتشيتا في الولايات المتحدة.